# Amygdalops obscurior
Amygdalops obscurior är en tvåvingeart som beskrevs av Rohacek 2004. Amygdalops obscurior ingår i släktet Amygdalops och familjen sumpflugor.
Artens utbredningsområde är Uganda. Inga underarter finns listade i Catalogue of Life.